# Wiveton
Wiveton – wieś w Anglii, w hrabstwie Norfolk, w dystrykcie North Norfolk. Leży 40 km na północny zachód od Norwich i 179 km na północny wschód od Londynu. Miejscowość liczy 158 mieszkańców.